# Uradnik
Uradnik je po navadi javna oseba, ki deluje v uradu oz. podobni ustanovi, pri čemer se največ ukvarja z birokratskih delom. Tako pomaga oz. svetuje fizičnim oz. pravnim osebam pri njihovi uradni korespondenci ter skrbi za izvajanje predpisov v zvezi z različnimi vlogami s strani fizičnih in pravnih oseb. 